# Renato Lopes Furtado
Renato Lopes Furtado, más conocido como Renato, (Santa Catarina (Cabo Verde), 05 de diciembre de 1997) es un jugador de fútbol sala español que juega como ala en el Jimbee Cartagena de la Primera División de fútbol sala y en la Selección de fútbol sala de España.

## Carrera
Nacido en Santa Catarina (Cabo Verde), comenzó su carrera en España en el Burela FS, desde las categorías inferiores hasta el primer equipo. 
Desde la temporada 2014-15 hasta la 2021-22 juega en el equipo gallego.
En la temporada 2022-23, firma por el Jaén Fútbol Sala de la Primera División de fútbol sala en el que consigue una Copa de España de Fútbol Sala en esa misma temporada derrotando en la Final al Inter Fútbol Sala por 3 goles a 1.
Permanece en el club Jienense hasta la temporada 2024-25.
El 16 de julio de 2023, amplía su contrato con Jaén Fútbol Sala de la Primera División de fútbol sala hasta la temporada 2026.
El 6 de agosto de 2025, firma con el Jimbee Cartagena por tres temporadas.

## Clubes
- Burela FS (2014-2022)
- Jaén Fútbol Sala (2022-2025)
- Jimbee Cartagena (2025-)

## Palmarés

### Colectivos
- 1 x Copa de España de Fútbol Sala (2023)